# Пикенс, Эндрю Младший
Эндрю Пикенс Младший (англ. Andrew Pickens Jr.; 13 декабря 1779 — 24 июня 1838) — американский военный и политик из Южной Каролины, который занимал пост губернатора штата с 1816 по 1818 год. Он был сыном генерала Эндрю Пикенса и отцом будущего губернатора Южой Каролины Фрэнсиса Пикенса. На его губернаторский срок пришёлся пик первого хлопкового бума и начало транспортной революции в штате.